# Canciello 'e cunvento/Dduje sciure arancio
Canciello 'e cunvento/Dduje sciure arancio è il 13° singolo di Mario Merola

## Descrizione
Il disco contiene due cover.

## Tracce
Lato A
- Canciello 'e cunvento (Malozzi - Sciotti - Gatto)

Lato B
- Dduje sciure arancio (Amendola - Aterrano)